# Brett Gardner
Pour les articles homonymes, voir Gardner.
Brett Gardner (né le 24 août 1983 à Holly Hill, Caroline du Sud, États-Unis) est un ancien voltigeur de baseball ayant évolué en Ligue majeure. 
Il prend part à la victoire des Yankees en Série mondiale 2009 et partage avec Coco Crisp le championnat des vols de buts dans la Ligue américaine en 2011.

## Carrière
Après des études secondaires à la Holly Hill High School de Holly Hill (Caroline du Sud), Brett Gardner suit des études supérieures au College of Charleston, où il porte les couleurs des Cougars de 2003 à 2005.
Il est drafté en juin 2005 par les Yankees de New York au troisième tour de sélection. Gardner joue en Ligues mineures avec les Staten Island Yankees (A, 2005), les Tampa Yankees (A+, 2006), les Trenton Thunder (AA, 2005-2006) et les Scranton/Wilkes-Barre Yankees (AAA, 2008). Il débute en Ligue majeure le 30 juin 2008.
Gardner prend part à la victoire des Yankees en Série mondiale 2009. Il entre en jeu lors de cinq des six matches de la Série face aux Phillies de Philadelphie pour dix passages au bâton et aucun coup sûr.
En 2010, il réussit un sommet personnel en carrière de 47 points produits et termine 3e de la Ligue américaine pour les buts volés avec 47.
Avec 49 buts volés en 2011, Gardner partage avec Coco Crisp des A's d'Oakland le championnat des vols de buts dans la Ligue américaine.
Le 21 septembre 2014, Gardner frappe au Yankee Stadium contre Drew Hutchison des Blue Jays de Toronto le 15 000e circuit de l'histoire des Yankees, un record du baseball majeur.

## Statistiques
| Saison | Équipe     | G   | AB  | R   | H   | 2B | 3B | HR | RBI | SB | BA   |
| ------ | ---------- | --- | --- | --- | --- | -- | -- | -- | --- | -- | ---- |
| 2008   | NY Yankees | 42  | 127 | 18  | 29  | 5  | 2  | 0  | 16  | 13 | .228 |
| 2009   | NY Yankees | 108 | 248 | 48  | 67  | 6  | 6  | 3  | 23  | 26 | .270 |
| 2010   | NY Yankees | 150 | 477 | 97  | 132 | 20 | 7  | 5  | 47  | 47 | .277 |
| Totaux | Totaux     | 300 | 852 | 163 | 228 | 31 | 15 | 8  | 86  | 86 | .268 |

| Saison | Équipe     | G  | AB | R | H | 2B | 3B | HR | RBI | SB | BA   |
| ------ | ---------- | -- | -- | - | - | -- | -- | -- | --- | -- | ---- |
| 2009   | NY Yankees | 14 | 13 | 3 | 2 | 0  | 0  | 0  | 0   | 1  | .154 |
| 2010   | NY Yankees | 9  | 27 | 2 | 5 | 0  | 0  | 0  | 2   | 2  | .185 |
| Totaux | Totaux     | 23 | 40 | 5 | 7 | 0  | 0  | 0  | 2   | 3  | .175 |

Note : G = Matches joués ; AB = Passages au bâton; R = Points ; H = Coups sûrs ; 2B = Doubles ; 3B = Triples ; 
HR = Coup de circuit ; RBI = Points produits ; SB = Buts volés ; BA = Moyenne au bâton.